# Route nationale 3 (Gabon)
Pour les articles homonymes, voir Route nationale 3.
La route nationale 3 est l'un des axes principaux du Gabon. Elle relie Mayènè dans le Moyen-Ogooué à Franceville dans le Haut-Ogooué

## Tracé
Son tracé débute à Mayènè à l'embranchement avec la Nationale 2 et poursuit sa route dans le Moyen-Ogooué, passant par Alembe. Elle poursuit sa route vers l'est avant de traverser l'Ogooué à Achouka. Son tracé continue ensuite dans l'Ogooué-Lolo où elle passe par Lastourville, puis dans le Haut-Ogooué à Moanda jusqu'à Franceville.